# Magmafilm
Magmafilm GmbH ist eine deutsche Filmproduktionsgesellschaft für Pornofilme mit Sitz in Essen.

## Geschichte
Magmafilm wurde 1988 unter dem Namen MTC Bild und Tonträger GmbH von Walter „Moli“ Molitor gegründet; dieser war bereits seit 1976 als Regisseur im Erotikbereich tätig. 2002 firmierte man um in Magmafilm GmbH, und der Betrieb wurde um eine Casting-Agentur ergänzt. Der Sohn des Firmengründers, Nils Molitor, übernahm die Geschäftsführung. Molitor – der mehrmals den Venus Award als Regisseur erhielt – schied 2005 aus dem Unternehmen aus und gründete eine eigene Firma. Klaus Goldberg war früher hauptsächlich für das Casting zuständig und produzierte bis Oktober 2010 vor allem die Serie Magma swingt.... 2018 firmierte das Unternehmen erneut um in BM Filmhandels GmbH.
Im Jahr 2000 wurde die Firma vom Schweizer Unternehmen Mascotte Film AG in Zürich übernommen, welches seit über 35 Jahren im internationalen Filmlizenzhandel und Kinoverleih tätig ist. Die Mascotte Film AG ist Rechteinhaberin sämtlicher Produktionen, die unter den deutschen Labels Magmafilm und Tabu erscheinen.
An der Venus 2007 in Berlin erhielt Magmafilm den Eroticline Award in der Kategorie Company of the Year. Im Oktober 2007 erschien mit Porn Hard Art der erste Magmafilm auf Blu-ray-Disk als erste europäische Produktion in diesem neuen Format. Bis heute wurden elf Filme auf Blu-ray veröffentlicht (Stand: Februar 2011). Bei den Venus Awards 2010 wurde Magmafilm mit dem Venus Award in der Kategorie Best Video Series für Magma swingt ausgezeichnet.

## Bekannte Darsteller
Zu den Darstellern gehören Isabel Golden, Julia Channel, Anja Juliette Laval, Renee Pornero, Tyra Misoux, Conny Dachs, Louisa Lamour, Annina Ucatis, Salma de Nora, Brooke Haven, Angel Dark und Mia Magma.

## Bekannte Magma-Filme
- 2015: Hauptstadtporno 10 (von Tim Grenzwert)
- 2014: Rollergirl (mit Bonnie Rotten)
- 2014: Project XXX - Porno Hangover in Prag
- 2013: Porn In The USA (mit Christy Mack, Adriana Luna, Anikka Albrite, Bailey Blue)
- 2012: Gestern Flittchen, heute Prinzessin
- 2012: Die Aussteiger
- 2011: Das Tagebuch der Mia Magma (mit Mia Magma)
- 2010: Moli trifft Vol. 2 (mit Mia Magma, Sophie Logan)
- 2010: Pure Lust (mit Mia Magma)
- 2010: Moli trifft…
- 2010: Das Sennenlutschi (mit Mia Magma)
- 2010: Lollipops 22
- 2009: Eine betrogene Frau
- 2007: Sextape (mit Louisa Lamour)
- 2007: Cabaret Berlin (mit Renee Pornero und Julie Silver)
- 2006:  Viennese (Regiedebüt von Renee Pornero)
- 2005: Porn Hard Art
- 2003: Die 8. Sünde (Venus Award „Bester Film - Deutschland“)
- 2003: Hinter Gittern gevögelt (Venus Award „Bester Film - Skandinavien“)
- 2002: Die megageile Küken-Farm
- 2002: Ein Sommertagstraum (mit Anja Juliette Laval, Tyra Misoux und Dilara)

## Auszeichnungen (Auswahl)
- 2011: Erotic Lounge Awards in der Kategorie Bestes Studio[5]
- 2013: Erotic Lounge Awards in der Kategorie Bestes Studio[6]